# Dominikanerkloster Greifswald
Das Dominikanerkloster in Greifswald, das nach der Farbe des Ordenshabits der Dominikaner auch als Schwarzes Kloster bezeichnet wurde, bestand vom 13. bis zum 16. Jahrhundert.

## Geschichte
In einer Inschrift im Chorgestühl der Nicolaikirche in Röbel/Müritz ist als Stiftungsjahr des Greifswalder Dominikanerklosters 1254 eingeschnitten. Herzog Wartislaw III. von Pommern schenkte den Dominikanern ein Grundstück an der Stadtmauer im Nordosten der damaligen Greifswalder Neustadt an der Grenze zur Altstadt. Dort ließ er 1254 mit Brüdern aus dem von ihm 1228 gestifteten Kamminer Dominikanerkonvent das neue Kloster errichten. Darunter waren auch der erste Prior Berthold und der Lektor Florentius als Angehörige des Konvents, die 1264 namentlich in einer Urkunde genannt wurden. 
Die zunächst zur Ordensprovinz Polonia gehörende Klostergründung kam 1280 zur provincia Teutoniae und 1303 zur davon abgeteilten Ordensprovinz Sachsen (Saxonia). Wegen der Termineigrenzen kam es zu Streitigkeiten mit dem Stralsunder Dominikanerkloster. Die Grenze war in einer ersten Schlichtung im Wesentlichen entlang der Straße von Dersekow über Demmin nach Malchin festgelegt worden. 1472 wurden Streitigkeiten wegen einzelner Ortschaften entlang dieser Straße geschlichtet. In nordwestlicher Richtung erstreckte sich das Gebiet des Greifswalder Klosters bis Gristow.
Ab 1472 gehörte das Kloster erneut der polnischen Ordensprovinz an. Der Generalmagister Leonardo Mansueti eximierte es von der Gerichtsbarkeit der polnischen Provinz. Deren Provinzial erhielt jedoch von Mansueti eine Urkunde, mit der er Anspruch auf das Visitationsrecht sowie die Verfügung über die Güter und bewährte Personen des Greifswalder und des Pasewalker Dominikanerklosters beanspruchte. Während der Spaltung des Dominikanerordens im 15. Jahrhundert hatten sich beide Klöster der die Wiederherstellung der Observanz verkörpernden, holländischen Kongregation angeschlossen. Die Reformversuche gerieten jedoch unter der polnischen Provinzzugehörigkeit ins Stocken. Die Priore beider Klöster beklagten 1479 in einer Appellation an den Generalmagister die Auflösung des klösterlichen Lebens, die Verzettelung der Güter, den Verfall der Sitten sowie mangelnden Unterhalt für die Klostergebäude. Sie hatten damit aber keinen Erfolg. Erst 1501 unterstellte Papst Alexander VI. das Kloster auf Bitte Herzog Bogislaws X., des Camminer Bischofs Martin Karith und des Greifswalder Stadtrates wieder der Ordensprovinz Sachsen. 1517 wurde auf Anordnung von Papst Leo X. das Kloster dann endgültig der Provinz Saxonia zugeteilt. 
Der Greifswalder Konvent erlangte hervorragendes Ansehen, das bis zur Auflösung im 16. Jahrhundert bestehen blieb. Die Universität zog eine große Anzahl Dominikaner nach Greifswald. Mehrere Universitätsmitglieder traten in den Orden ein, darunter der Rechtsgelehrte und Rektor Professor A. Johann Meilof, Dekan der Artistenfakultät, der seine reiche Sammlung von Handschriften und Inkunabeln dem Kloster vermachte und 1485 zum Priester geweiht wurde. Der italienische Jurist Petrus von Ravenna ließ sich in die geistliche Bruderschaft der Dominikaner aufnehmen und seine Tochter Marieta in ihrer Kirche bestatten. 1517 bestand im Kloster ein studium lociae und 1519 ein studium theologiae. 
In der dreischiffigen Klosterkirche, deren Grundriss dem der Greifswalder Jacobikirche ähnelt, hatten die Zünfte der Riemenschneider, Träger und Schlosser, die Bruderschaft der heiligen Dreifaltigkeit, des heiligen Kreuzes, des Rosenkranzes und der heiligen Anna ihre Altäre.
Im Siegel des Priors befand sich das Bild der Gottmutter, im Siegel des Konvents die heilige Katharina, Patronin der Scholastik und des Dominikanerordens.
Nach der Einführung der Reformation in Pommern wurde das Kloster zunächst weiter geduldet, doch schon 1534 säkularisiert. Prior und Brüder blieben wohnen, ihnen wurde ein Teil ihrer bisherigen Einkünfte und der Aufenthalt im Kloster bis an ihr Lebensende zugesichert. Ein Teil der älteren Mönche machte davon Gebrauch, nur der jüngere Dominikaner A. Joachim Vrancke war zum Protestantismus übergegangen. 
Die kirchlichen Geräte kamen zunächst in die Nikolaikirche. Da sie dort nicht genutzt wurden, beschloss der Greifswalder Rat 1547 den Verkauf eines Teils. Bei der Visitation von 1558 wurde der Abbruch der baufälligen Klosterkirche beschlossen. 
Um den Besitz der Klostergebäude entstanden 1564 Streitigkeiten zwischen Stadt und Universität Greifswald, bis 1566 von der Stadt das Kloster mit Kirche und Brauhaus der Universität für 200 Gulden überlassen wurden. Die Klosterkirche stürzte zum größten Teil ein und verblieb der Universität als Schutthaufen. Diese baute das Refektorium zur Mensa um, daneben zogen die Universitätsdruckerei und auch der Universitätsstallmeister ein.
Im ehemaligen Klostergarten legte Prof. Jakob Gerschow 1637 den Grund zu einem botanischen Garten. Von den älteren Gebäuden ist nichts mehr erhalten. Seit dem 19. Jahrhundert stehen dort klinische und naturwissenschaftliche Institute.

## Priore
Urkundliche Erwähnungen der dem Kloster vorstehenden Priore nach Hermann Hoogeweg:
- 1264–1267 Berthold
- nach 1278  Bruno
- 1280 0000 Ludekin
- nach 1289  Johann
- 1295–1309 Dietrich Frankenberg
- 1316 0000 Konrad
- 1329–1338 Otto von Rethem
- 1451–1461 Nikolaus Ryke
- 1479 0000 Christian Bernardi
- 1489 0000 N.N. Valkenhagen
- 1516 0000 Joachim Vur
- 1519 0000 Nikolaus Sandt